# Charbonnage Victor
Zeche Victor
Le Charbonnage Victor (Zeche Victor en allemand) est une ancienne mine de charbon située à Castrop-Rauxel, dans la Ruhr, en Allemagne.
La compagnie est fondée en 1871 par Friedrich Grillo et le banquier Ernst Waldthausen, en même temps que le charbonnage Ickern (de) voisin qui lui sera associé au cours de son histoire. L'exploitation du puits Victor 1 démarre en 1877. August Thyssen en prend le contrôle en 1887, et lui adjoint rapidement un deuxième puits, une cokerie et un port fluvial. De 1899 à 1905, les puits 3 et 4, associés à une cokerie, sont mis en service au sud-est des deux puits initiaux. Enfin, le puits d'aération Victor 5 est foncé et le charbonnage Victor est couplé avec celui d'Ickern. En 1910, le charbonnage Victor, acheté avec celui d'Ickern par la Lothringer Hüttenverein Aumetz - Friede, extrait 1,2 million de tonnes de charbon gras, qu'il transforme en 800 000 tonnes de coke.
En 1934, une usine de liquéfaction du charbon est construite près des puits Victor 1 et 2. La fabrication d'essence synthétique tire la production et les puits Victor et Ickern atteignent pendant la guerre leur production maximale, de 2,5 millions de tonnes annuelles. En 1945, les deux cokeries sont démantelées, remplacées en 1948 par une nouvelle cokerie située aux puits 3-4. Dans cette configuration, 5 600 employés extraient 1,3 million de tonnes par an. Mais en 1955, l'extraction est arrêtée aux puits 1-2. En 1958, la centrale thermique de Castrop-Rauxel (de) est démarrée pour valoriser le charbon non commercialisable issu des puits 3-4. Le puits d'aération Victor 6 est foncé entre 1960 et 1962. L'extraction migre progressivement vers les puits d'Ickern. En 1970, les puits d'Ickern et Victor extraient ensemble 2,23 millions de tonnes.
Mais le déclin de la production charbonnière est irréversible. La cokerie Victor ferme en 1972, le charbonnage suit l'année d'après : la dernière benne est remontée le 30 septembre 1973. Au début du XXIe siècle ne subsiste que le port fluvial Victor, utilisé pour le déchargement du charbon.